# Şalāḩāvīyeh-ye Yek
Şalāḩāvīyeh-ye Yek (persiska: صلاحاویّۀ یک, Şalāḩāveyeh-ye Yek) är en ort i Iran.   Den ligger i provinsen Khuzestan, i den västra delen av landet, 600 km söder om huvudstaden Teheran. Şalāḩāvīyeh-ye Yek ligger 5 meter över havet och antalet invånare är 350.
Terrängen runt Şalāḩāvīyeh-ye Yek är mycket platt. Runt Şalāḩāvīyeh-ye Yek är det ganska tätbefolkat, med 54 invånare per kvadratkilometer. Närmaste större samhälle är Yūkhān, 5,4 km söder om Şalāḩāvīyeh-ye Yek. Omgivningarna runt Şalāḩāvīyeh-ye Yek är i huvudsak ett öppet busklandskap.